# امیل آنریو
امیل آنریو (به فرانسوی: Émile Henriot) روزنامه‌نگار و منتقد ادبی قرن بیستم میلادی اهل فرانسه است. وی برای نخستین بار اصطلاح رمان نو (nouveau roman) را در سال ۱۹۵۷ به کار گرفت.